# Funció de transferència
La funció de transferència d'un sistema és una funció en el domini s que relaciona l'entrada i la sortida. La funció de transferència és igual al quocient de les transformades de Laplace de l'entrada {\displaystyle E(s)} i la sortida {\displaystyle S(s)}.
Malgrat la seva definició, la funció de transferència d'un sistema lineal és independent de l'entrada. És a dir, el sistema relaxat conté tota la informació del sistema que s'expressa mitjançant la funció de transferència.
Els valors que anul·len el numerador són els zeros, i els que anul·len el denominador són pols. Els nombre de pols i zeros indica l'ordre del filtre, i el seu valor determina les característiques del filtre, com la seva resposta en freqüència i estabilitat.

## Filtres
L'aplicació als filtres és un bon exemple del seu significat. La forma de comportar-se d'un filtre es descriu per la seva funció de transferència ja sigui analògic, digital o mecànic). Aquesta descriu la forma en què el senyal aplicat canvia en amplitud i fase en travessar el filtre i es diu que la funció de transferència caracteritza el filtre.